# ハーレーはド真ん中
『ハーレーはド真ん中』（原題：Stuck in the Middle）は、ディズニー・チャンネル オリジナル・シリーズのドラマシリーズ。アメリカで2016年2月14日に放送が開始され、日本でもディズニー・チャンネルで2017年5月28日に放送が開始された。

## ストーリー
7人きょうだい、9人家族という大家族のディアス家。その真ん中っ子で「ド真ん中」であるハーレー。彼女は「ド真ん中」であることを生かして、きょうだいの多い中での生活を奮闘する。

## 登場人物

### ディアス家
ハーレー
演：ジェナ・オルテガ
声 - 相川奈都姫
本作の主人公である12歳の少女。ディアス家の7人兄弟の4番目であり、三女にあたる。兄弟の真ん中故に忘れられやすいといった苦労や楽しみを熟知している。理系に強く、発明が大好きであり、発明クラブに所属している。
レイチェル
演 : ロニー・ハーク
声 - 葉山那奈
ディアス家の長女である15歳の少女。美人だが、自己中心的な性格。
ジョージー
演 : ケイラ・メゾネ
声 - 平井祥恵
ディアス家の次女である14歳の少女。スポーツが得意だと自称しており、バスケット部に所属しているものの、実際は思い込みが激しいだけであり、実力は乏しい。
イーサン
演 : アイザック・プレスリー
声 - 永塚拓馬
ディアス家の長男である13歳の少年。7人兄弟の3番目という真ん中に近い立場故、ハーレーの苦労をよく理解しており、ハーレーが暴走した際に止めることもある。
ルーイ
演 : ニコラス・ベクテル
声 - 小橋里美
ディアス家の次男である8歳児。悪知恵がはたらき、よくビーストをけしかけている。
ビースト
演 : マラキ・バートン
声 - 芹亜希子
ディアス家の三男である8歳児で、ルーイの双子の弟にあたる。よくルーイにけしかけられて無茶な行動に出る。
ダフネ
演 : アリアナ・グリーンブラット
声 - 森優子
ディアス家の四女である6歳児で、7人兄弟の末子にあたる。ウソ泣きをしたり、家族の隠し事を知った際に口止め料を請求したりするなど、したたかな性格をしており、家族から恐れられている。
トム
演 : ジョー・ニーブス
声 - 田村真
ディアス家の家長で、家族を愛している。釣具店を経営している。
スージー
演 : セリーナ・ヴィンセント
声 - 水瀬郁
トムの妻である7児の母。

### ディアス家の関係者
カフ
レイチェルの恋人。トムとハーレーからは嫌われている。

## 日本語版制作
- 翻訳：石渡恵理子、後藤利恵
- 演出：横田知加子
- 録音制作：グロービジョン

## エピソード
| シーズン | シーズン | 話数 | 話数 | 放送期間      | 放送期間       |
| シーズン | シーズン | 話数 | 話数 | 初回放送      | 最終回放送     |
| -------- | -------- | ---- | ---- | ------------- | -------------- |
|          | 1        | 17   | 17   | 2016年2月14日 | 2016年7月22日  |
|          | 2        | 20   | 20   | 2017年2月3日  | 2017年10月27日 |
|          | 3        | 20   | 20   | 2017年12月8日 | 2018年7月23日  |

### シーズン1
| #  | 邦題                         | 原題                             | 全米初放送日  |
| -- | ---------------------------- | -------------------------------- | ------------- |
| 1  | ド真ん中は大変！             | Stuck in the Middle              | 2016年2月14日 |
| 2  | 特等席をねらえ！             | Stuck in the Sweet Seat          | 2016年3月11日 |
| 3  | タブレット大作戦！           | Stuck with a Guy on the Couch    | 2016年3月18日 |
| 4  | 映画館で大さわぎ！           | Stuck at the Movies              | 2016年3月25日 |
| 5  | 楽しいご近所パーティー！     | Stuck in the Block Party         | 2016年4月1日  |
| 6  | ハーレーのフローズンドリンク | Stuck in the Slushinator         | 2016年4月8日  |
| 7  | 母の日のプレゼント           | Stuck in the Mother's Day Gift   | 2016年4月29日 |
| 8  | ハーレーすい星を見よう！     | Stuck in Harley's Comet          | 2016年5月13日 |
| 9  | ママのお友だち               | Stuck with Mom's New Friend      | 2016年5月20日 |
| 10 | レイチェルのボーイフレンド   | Stuck with My Sister's Boyfriend | 2016年6月3日  |
| 11 | ジョージーのシーズンオフ     | Stuck with a Winner              | 2016年6月10日 |
| 12 | スノーマシンで大さわぎ！     | Stuck with No Rules              | 2016年6月17日 |
| 13 | ツアーガイドは大変           | Stuck in the Harley Car          | 2016年7月18日 |
| 14 | おしおきハーレー             | Stuck in Lockdown                | 2016年7月19日 |
| 15 | 運転免許がほしい！           | Stuck without a Ride             | 2016年7月20日 |
| 16 | ジョージーのお祝い           | Stuck in the Quinceañera         | 2016年7月21日 |
| 17 | ディアス家のリアルライフ     | Stuck in the Diaz of Our Lives   | 2016年7月22日 |

### シーズン2
| #      | 邦題                         | 原題                               | 全米初放送日   |
| ------ | ---------------------------- | ---------------------------------- | -------------- |
| 1(18)  | 家族旅行はウォーターパーク！ | Stuck in the Waterpark – The Movie | 2017年2月3日   |
| 2(19)  | コマーシャルを作ろう         | Stuck in a Commercial              | 2017年2月10日  |
| 3(20)  | ステキな記念写真             | Stuck in the School Photo          | 2017年2月17日  |
| 4(21)  | ライバルがあらわれた！       | Stuck in a Slushy War              | 2017年2月24日  |
| 5(22)  | ガレージセール大作戦！       | Stuck in the Garage Sale           | 2017年3月3日   |
| 6(23)  | ディアス家のイースター       | Stuck in the Diaz Easter           | 2017年4月7日   |
| 7(24)  | ビーストのパーティー         | Stuck in the Beast-Day Party       | 2017年4月14日  |
| 8(25)  | 楽しいアナログ生活！？       | Stuck without Devices              | 2017年4月21日  |
| 9(26)  | 初めてのダンスパーティー     | Stuck with a Boy Genius            | 2017年4月28日  |
| 10(27) | よくない影響                 | Stuck with a Bad Influence         | 2017年6月2日   |
| 11(28) | ボランティアって最高！       | Stuck in a Good Deed               | 2017年6月9日   |
| 12(29) | パパとダンシング！           | Stuck Dancing with My Dad          | 2017年6月16日  |
| 13(30) | 成功までの道のり             | Stuck in a Gold Medal Performance  | 2017年6月23日  |
| 14(31) | あこがれのひとり部屋         | Stuck in a New Room                | 2017年9月15日  |
| 15(32) | 家には危険がいっぱい！       | Stuck with a Dangerous House       | 2017年9月22日  |
| 16(33) | 新しい友達                   | Stuck with a New Friend            | 2017年9月29日  |
| 17(34) | ハッピー・スクリーム！       | Stuck in a Merry Scary             | 2017年10月6日  |
| 18(35) | ハワイ旅行大作戦！           | Stuck with a Hook, Line and Sinker | 2017年10月13日 |
| 19(36) | ワオ！ハーレーの子守り       | Stuck in the Babysitting Nightmare | 2017年10月20日 |
| 20(37) | ディアス賞は誰の手に？       | Stuck in the Diaz Awards           | 2017年10月27日 |

### シーズン3
| #      | 邦題                                 | 原題                           | 全米初放送日  |
| ------ | ------------------------------------ | ------------------------------ | ------------- |
| 1(38)  | クリスマスの旅                       | Stuck at Christmas – The Movie | 2017年12月8日 |
| 2(39)  | レイチェルの秘密                     | Stuck with Rachel's Secret     | 2018年1月19日 |
| 3(40)  | 新しいキャプテン！                   | Stuck with a Diaz Down         | 2018年1月26日 |
| 4(41)  | ハーレーとエリーのワクワクキャンプ！ | Stuck in Camp Chaos            | 2018年2月2日  |
| 5(42)  | イライラにたえろ！                   | Stuck with Harley's Bethany    | 2018年2月9日  |
| 6(43)  | お別れしましょう                     | Stuck in a Nice Relationship   | 2018年3月9日  |
| 7(44)  | 最強の双子！                         | Stuck with Horrible Helpers    | 2018年3月16日 |
| 8(45)  | 犯人はだれ？                         | Stuck in a Mysterious Robbery  | 2018年3月23日 |
| 9(46)  | お気に入りはあたし！                 | Stuck in a Besties Battle      | 2018年3月30日 |
| 10(47) | ディアス家の春休み！                 | Stuck in Spring Break          | 2018年4月6日  |
| 11(48) | 新しい一歩！                         | Stuck with a New Squad         | 2018年4月13日 |
| 12(49) | イーサンの試写会！                   | Stuck with a Non-Diaz          | 2018年6月26日 |
| 13(50) | 夜が怖い！                           | Stuck in the Dark              | 2018年6月28日 |
| 14(51) | 密室から脱出せよ！                   | Stuck with No Escape           | 2018年7月3日  |
| 15(52) | 気づいちゃった！                     | Stuck Wrestling Feelings       | 2018年7月5日  |
| 16(53) | カンペキな贈り物                     | Stuck Without the Perfect Gift | 2018年7月10日 |
| 17(54) | ディアス裁判                         | Stuck in Diaz Court            | 2018年7月12日 |
| 18(55) | パパの誕生日！                       | Stuck in Dad's Birthday        | 2018年7月17日 |
| 19(56) | ウソはいけません！                   | Stuck in a Fake Out            | 2018年7月19日 |
| 20(57) | ハーレーのキンセアネーラ！           | Stuck in Harley's Quinceañera  | 2018年7月23日 |